# آرتریول
آرتریول (به انگلیسی:Arteriole) رگ‌های خونی با قطری کم هستند که به عنوان عضوی از شبکه رگ‌هایی که ریز جریان در آنها جریان دارد، سرخرگ‌ها را به مویرگ‌ها وصل می‌کنند. بیشترین مقاومت در مسیر جریان خون در سرخرگچه‌ها است.
ریز جریان (به انگلیسی: Microcirculation) نام جریان حمل خونی است که خون را به رگ‌های کوچکتر درون بافت‌های بدن می‌رساند و دارای ۳ بخش اصلی، پیش مویرگی، مویرگی و پس مویرگی است. ریز جریان در شبکه‌ای از  آرتریول‌های پایانه‌ای، مویرگ‌ها و ریزرگ‌ها که خون مویرگی را تخلیه می‌کنند جریان می‌یابد.  آرتریول‌های ناحیهٔ سرخرگی این شبکه توسط سلول‌های نرم ماهیچه‌ای پوشانده شده‌اند که قطر این  آرتریول‌ها را از ۱۰ تا ۱۰۰ میکرومتر متغیر می‌سازند.
نقش آرتریول‌ها در شبکهٔ ریز جریان به این صورت است که نخستین بخش ریز جریان، پیش مویرگی با تثبیت سرعت و فشار جریان خون در آرتریول‌ها توسط لایه درون رگی و فرایند شل و سفت شدن لایه ماهیچه‌ای دور  آرتریول آغاز می‌شود. هنگام بخش دوم، مویرگی،  آرتریول‌ها خون را به مویرگ‌ها با قطر ۵ تا ۸ میکرومتر که دارای هیچ‌گونه لایهٔ ماهیچه‌ای نیستند منتقل می‌کنند. سپس در بخش سوم، پس مویرگی خون منتقل شده از طریق مویرگ‌ها به ریزرگ‌ها با قطر ۱۰ تا ۲۰۰ میکرومتر و دارای لایه ماهیچه‌ای حمل می‌شود.
در شرایط طبیعی و سلامتی کامل بدن سطح درونی تمامی رگ‌های بدن از جمله  آرتریول‌ها توسط لایه درون‌رگی پوشیده شده‌است. با بالا رفتن سن و افزایش آلودگی هوا قطر آرتریول‌ها کاهش می‌یابد که منجر به افزایش خون و عوارض دیگر می‌شود. قطر آرتریول‌ها می‌تواند توسط داروهای ویژه‌ای که دیوارهٔ این رگ‌ها را شل می‌کنند کنترل شود. همچنین موادی چون دی اکسید کربن، اکسیژن، مواد قلیایی یا اسیدی و هورمون‌ها می‌توانند بر اندازهٔ آرتریول‌ها موثر باشند به ویژه در آرتریول‌های موجود در ماهیچه‌های اسکلتی.